# Illa de São Tomé
L'illa de São Tomé (en portuguès Ilha de São Tomé) és l'illa principal de l'arxipèlag de São Tomé i Príncipe, constituït per ella i l'illa de Príncipe. La vila de São Tomé, a la costa nord-oriental, n'és la capital i la ciutat principal. L'any 2004 tenia una població estimada de 133.600 habitants (un 96% del total estatal), repartits per una superfície de 854 km² (l'illa fa 48 km de llarg per 32 km d'ample). Està situada a 2 km al nord de l'equador. La ciutat africana que té més a prop és Port-Gentil, al Gabon. D'origen volcànic, la seva màxima altitud és el Pico de São Tomé, de 2.024 m.

## Història
João de Santarém i Pêro Escobar van descobrir unes illes deshabitades, que van batejar Sao Tomé el 21 de desembre de 1471, primer anomenada San Antonio, Ano Bom, l'1 de gener de 1472 i O Principe, el 17 de gener de 1472.

## Divisió administrativa
L'illa, juntament amb els illots adjacents, conforma la província de São Tomé, que està dividida en 6 districtes:
- Água Grande
- Cantagalo
- Caué
- Lembá
- Lobata
- Mé-Zóchi

## Localitats de l'illa
- Agua-Coco
- Bela Vista
- Blublu
- Bombom
- Bom Successo
- Dona Augusta
- Dona Eugenia
- Formiga
- Graça
- Guadalupe
- Henrique
- Monte Rosa
- Neves
- Nova Olinda
- Ponta Figo
- Porto Alegre
- Ribeira Afonso
- Santa Catarina
- Santa Clotilda
- Santa Cruz
- Santana
- São João dos Angolares
- São José
- Trindade